# المخايض
قرية المخايض هي إحدى القرى التابعة لمركز دمنهور في محافظة البحيرة في جمهورية مصر العربية. حسب إحصاءات سنة 2006، بلغ إجمالي السكان في المخايض 1648 نسمة، منهم 851 رجل و797 امرأة.